# Dorsale Everett
La dorsale Everett è una catena montuosa situata nella regione nord-occidentale della Dipendenza di Ross, nell'entroterra della costa di Pennell, in Antartide.

## Geografia
La dorsale Everett, che fa parte dei monti della Concordia, un gruppo montuoso a sua volta facente parte della catena dei monti Transantartici, è orientata in direzione nord-ovest/sud-est, nella quale si estende per circa 97 km, arrivando a una larghezza massima di circa 25 km, ed è costeggiata, a est dal ghiacciaio Ebbe, che la separa dai monti ANARE, e a ovest dal ghiacciaio Greenwell, che la separa dalla dorsale Mirabito, e dal ghiacciaio Lillie, che ne separa l'estremità occidentale dalla dorsale Posey. La vetta più alta della catena è quella del monte Regina, situato all'estremità sud-orientale della catena, che arriva a 2080 m s.l.m..

## Storia
L'intera formazione è stata mappata per la prima volta dallo United States Geological Survey grazie a fotografie aeree scattate dalla marina militare statunitense (USN) nel periodo 1962-63 e a ricognizioni terrestri effettuate da spedizioni statunitensi e neozelandesi negli anni 1960. Essa è stata poi così battezzata dal Comitato consultivo dei nomi antartici in onore del comandante William H. Everett, della USN, che è stato al comando della squadriglia antartica VX-6 nella stagione 1962-63.

## Mappe
Di seguito una serie di mappe in scala 1:250 000 realizzate dallo USGS:

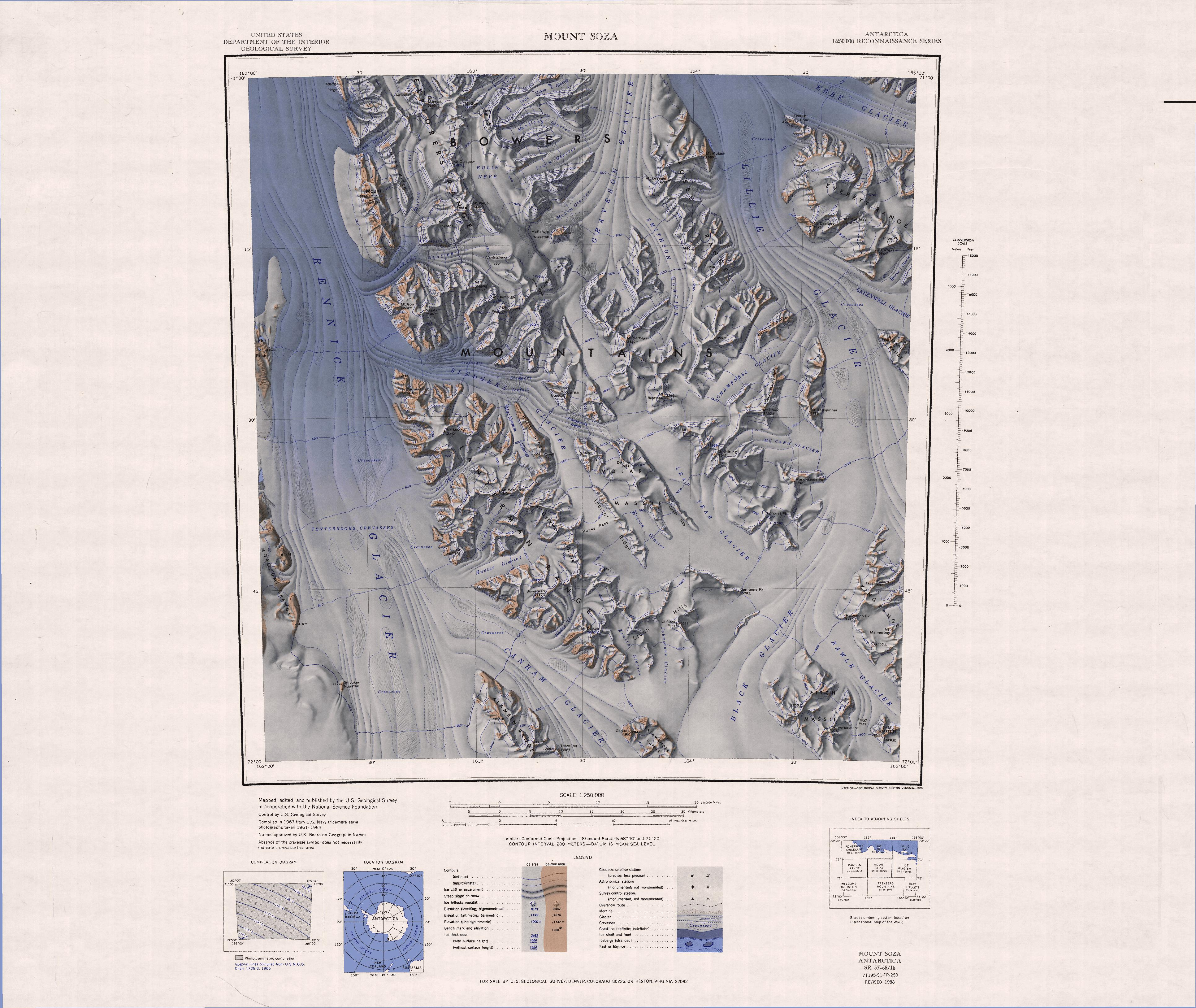
Nella parte nord-orientale di questa mappa è possibile vedere l'estremità occidentale della dorsale Everett.
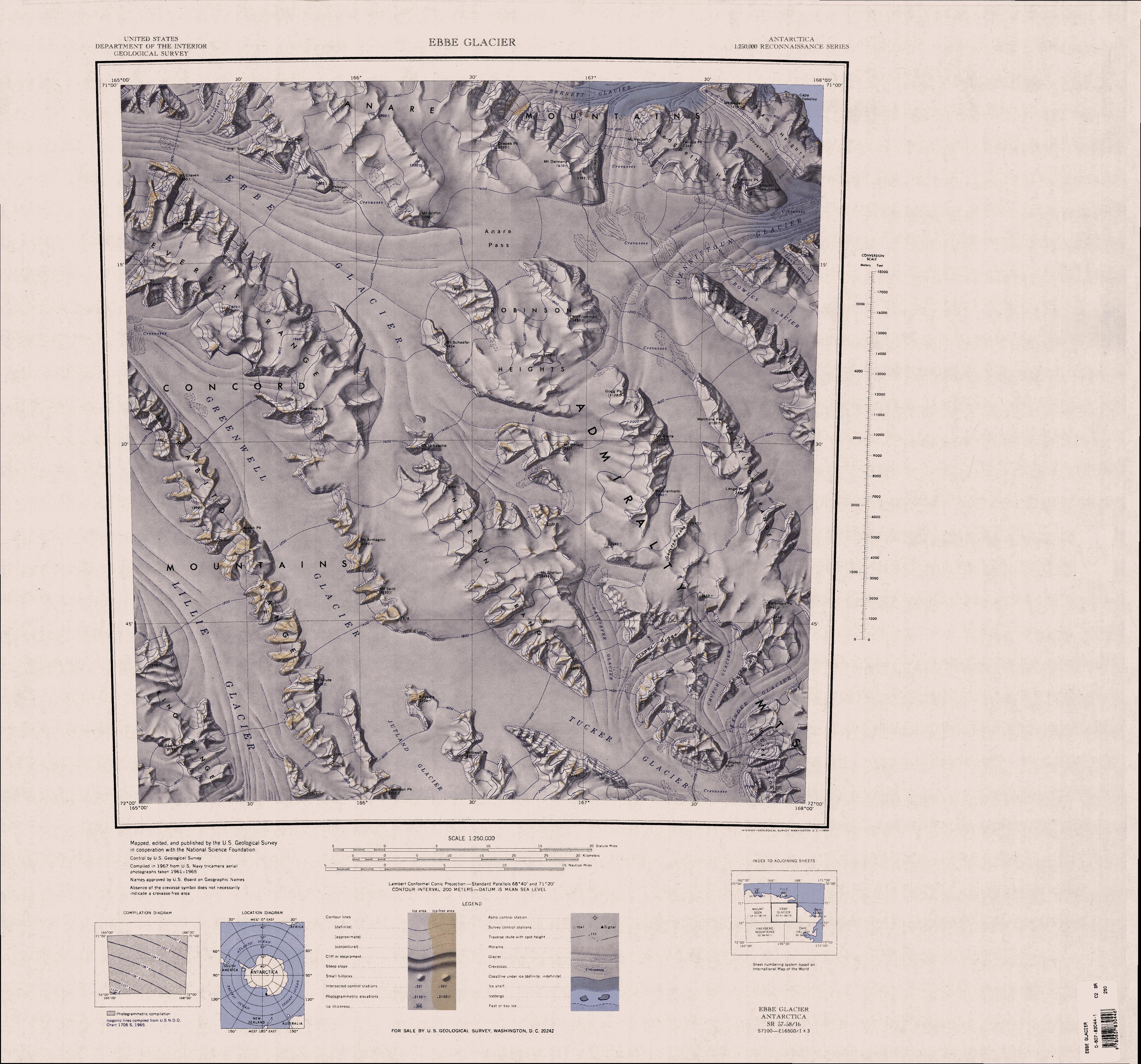
Nella parte occidentale di questa mappa è possibile vedere l'estensione della dorsale Everett.